# José Condessa
José Jorge Esteves Condessa (Lisboa, 6 de junho de 1997), conhecido apenas como José Condessa, é um ator português.

## Biografia
José Jorge Esteves Condessa, nasceu em Lisboa, no dia 6 de junho de 1997.
Começa no teatro amador na Academia de Santo Amaro. Frequentou a Escola Profissional de Teatro de Cascais, onde conheceu Carlos Avilez, uma das suas maiores referências. Estreia-se no teatro profissional na Companhia do Teatro Experimental de Cascais.
Estreou-se em televisão em 2014, no elenco na novela da TVI Jardins Proibidos, como Rafael. Depois de Jardins Proibidos, integra o elenco de Santa Bárbara para o mesmo canal. Em 2016, teve o seu primeiro "grande" papel em telenovelas, tendo Co-protagonizado a novela Rainha das Flores, na SIC.
No cinema, estreia-se em 2016 com o filme A Mãe É que Sabe. Mais tarde seguem-se filmes como A Barriga da Mariana (2018), Gabriel (2018) ou Estranha Forma de Vida (2023). 
Em Teatro, destacam-se os seus papeis como protagonista nas peças Peer Gynt, Peter Pan, Como Vos Aprouver, A Morte do Príncipe, Peter and Alice e Romeu e Julieta.
Depois do sucesso da sua interpretação em Rainha das Flores (SIC), transita para a novela Espelho d'Água, em 2017, também para a SIC. No mesmo ano regressa à TVI, onde reforça o elenco de A Herdeira.
Em 2020, fez o seu primeiro trabalho internacional no Brasil, interpretando Juan na novela das sete Salve-se Quem Puder. A novela foi interrompida em 28 de março por problemas do avanço da COVID-19, encerrando-se sob o título de "fim da primeira temporada". O ator retornaria ao seu papel em agosto, porém,  foi confirmado noutra novela portuguesa da TVI, Bem Me Quer que já era de conhecimento da Rede Globo anteriormente, o que ocasionou o seu desaparecimento da trama por não ser mais possível conciliar as agendas.
Em 2022, protagonizou com Bárbara Branco a série O Crime do Padre Amaro, na RTP1. O protagonismo do ator na série de adaptação do romance de Eça de Queiroz, valeu-lhe um Globo de Ouro na categoria de melhor ator de ficção, em 2023.
Apesar de já ser um ator de bastante renome em Portugal, tornou-se ainda mais conhecido ao protagonizar a série de sucesso da Netflix, Rabo de Peixe, em 2023.
Em 2024, regressa às novelas com o papel de Tiago, o protagonista de Cacau, exibida pela TVI. No mesmo ano, protagoniza com Luísa Cruz, a peça de teatro A Andorinha, no Teatro Experimental de Cascais.

## Vida pessoal
Entre 2013 e 2017, namorou com a estudante de teatro e direito Daniela Almeida Rosa. Entre 2018 e 2023, manteve uma relação com a atriz Bárbara Branco. Em 2024, assumiu o namoro com a influenciadora digital Luisinha Oliveira.

## Filmografia

### Televisão
| Ano         | Título                      | Personagem                       | Notas                        | Canal      |
| ----------- | --------------------------- | -------------------------------- | ---------------------------- | ---------- |
| 2014 - 2015 | Jardins Proibidos           | Rafael «Rafa» José Silva         | Elenco Principal             | TVI        |
| 2016        | Santa Bárbara               | Luís Fernandes                   | Elenco Principal             | TVI        |
| 2016 - 2017 | Rainha das Flores           | Tiago Piedade                    | Co- Protagonista             | SIC        |
| 2017 - 2018 | Espelho d'Água              | Vítor Gama                       | Elenco Principal             | SIC        |
| 2017        | Filha da Lei                | Flávio                           | Participação Especial        | RTP1       |
| 2017        | Ministério do Tempo         | Sancho                           | Participação Especial        | RTP1       |
| 2017 - 2018 | A Herdeira                  | Salvador                         | Elenco Principal             | TVI        |
| 2018 - 2019 | Valor da Vida               | Bruno Vasconcelos                | Elenco Principal             | TVI        |
| 2018 - 2019 | Dança com as Estrelas 4     | Ele Próprio                      | Concorrente (Vencedor)       | TVI        |
| 2020        | Salve-se Quem Puder         | Juan de La Piedra                | Co-Protagonista              | Rede Globo |
| 2020 - 2021 | Bem Me Quer                 | David Quintela Trindade de Sousa | Protagonista                 | TVI        |
| 2021        | Até que a Vida Nos Separe   | Joaquim 20's                     | Elenco Principal             | RTP1       |
| 2021        | Pôr do Sol                  | António                          | Elenco Adicional             | RTP1       |
| 2021        | O Crime do Padre Amaro      | Padre Amaro                      | Protagonista                 | RTP1       |
| 2023        | Lúcia, a Guardiã do Segredo | Francisco Andrade                | Participação Especial (OPTO) | SIC        |
| 2024        | Cacau                       | Tiago Saavedra                   | Protagonista                 | TVI        |
| 2024        | A Filha                     | Paulo                            | Protagonista                 | TVI        |
| 2025        | Mulheres, às Armas          | Vasco                            | Participação Especial        | TVI        |
| 2025        | Felizardo                   |                                  | Protagonista                 | TVI        |

### Cinema
| Ano  | Título                   | Personagem            |
| ---- | ------------------------ | --------------------- |
| 2016 | A Mãe É que Sabe         | Namorado de Ana Luísa |
| 2018 | A Barriga da Mariana     | Francisco             |
| 2018 | Gabriel                  | Rui                   |
| 2020 | O Som Que Desce na Terra | Domingos Bento        |
| 2020 | O Tesouro                | Egas                  |
| 2023 | Extraña forma de vida    | Silva (jovem)         |
| 2025 | Honeyjoon                | João                  |

### Streaming
| Ano             | Projeto       | Papel        | Notas        | Canal   |
| --------------- | ------------- | ------------ | ------------ | ------- |
| 2023 - presente | Rabo de Peixe | Eduardo Melo | Protagonista | Netflix |